# Erneville-aux-Bois
Erneville-aux-Bois is een gemeente in het Franse departement Meuse (regio Grand Est) en telt 174 inwoners (1999).
De gemeente maakt deel uit van het arrondissement Commercy en is sinds 22 maart 2015 onderdeel van het kanton Vaucouleurs, toen het werd overgeheveld van het aangrenzende kanton Commercy.

## Geografie
De oppervlakte van Erneville-aux-Bois bedraagt 28,6 km², de bevolkingsdichtheid is 6,1 inwoners per km².
De gemeente is ontstaan als fusie van de voormalige gemeentes Domremy-aux-Bois, Ernecourt en Loxéville. De hoofdplaats is Ernecourt. Domremy-aux-Bois en Ernecourt liggen aan de Aire.
De onderstaande kaart toont de ligging van Erneville-aux-Bois met de belangrijkste infrastructuur en aangrenzende gemeenten.

## Demografie
Onderstaande figuur toont het verloop van het inwonertal (bron: INSEE-tellingen).

Bovée-sur-Barboure · Boviolles · Brixey-aux-Chanoines · Broussey-en-Blois · Burey-en-Vaux · Burey-la-Côte · Chalaines · Champougny · Culey · Cousances-lès-Triconville · Dagonville · Épiez-sur-Meuse · Erneville-aux-Bois · Goussaincourt · Laneuville-au-Rupt · Loisey · Marson-sur-Barboure · Maxey-sur-Vaise · Méligny-le-Grand · Méligny-le-Petit · Ménil-la-Horgne · Montbras · Montigny-lès-Vaucouleurs · Naives-en-Blois · Nançois-le-Grand · Nançois-sur-Ornain · Neuville-lès-Vaucouleurs · Ourches-sur-Meuse · Pagny-la-Blanche-Côte · Pagny-sur-Meuse · Reffroy · Rigny-la-Salle · Rigny-Saint-Martin · Saint-Aubin-sur-Aire · Saint-Germain-sur-Meuse · Salmagne · Saulvaux · Sauvigny · Sauvoy · Sepvigny · Sorcy-Saint-Martin · Taillancourt · Troussey · Ugny-sur-Meuse · Vaucouleurs · Villeroy-sur-Méholle · Void-Vacon · Willeroncourt